# Carlos Correas
Carlos Correas (Buenos Aires, 20 de mayo de 1931-ibidem, 17 de diciembre de 2000) fue un filósofo, novelista y ensayista argentino.
Estudió en la Universidad de Buenos Aires, donde se licenció en Filosofía y ejerció la docencia.

## Carrera
Como escritor fue el primero que en Argentina en atreverse a reflejar la subcultura homosexual. 
En los años 1950 publica sus primeros textos y cuentos en la Revista Contorno y en la Revista Centro. Durante la dictadura de Eduardo Lonardi por su doble condición de homosexual y peronista será detenido y torturado, debiendo exiliarse en Francia durante dicho período.
Simultáneamente forma parte de un grupo existencialista y peronista junto a Oscar Masotta y Juan José Sebreli que se disuelve al comenzar la década de 1960. Junto con ellos aparecidos en la revista Contorno, colaboraron en profundizar la lectura de Jean-Paul Sartre.

### Escritor
Publica varios libros entre los que se destaca La operación Masotta (publicado en 2005 y reeditado en 2013 por Interzona editora) y Los reportajes de Félix Chaneton (reeditado en 2014 por Interzona editora) que reúne en él tres narraciones: "Pequeñas memorias", "En la vida de un pueblo" y "Último recurso".

### Actividad académica
Fue docente en la Universidad Kennedy, Universidad de La Plata y la Universidad de Buenos Aires.

## Libros
- 1983 - Kafka y su padre
- 1984 - Los reportajes de Felix Chaneton ISBN 978-987-1920-46-4
- 1991 - La operación Masotta ISBN 978-987-1920-11-2
- 1995 - Arlt Literato ISBN 987-9006-38-0
- 1999 - Ensayos de tolerancia
- 2002 - El deseo en Hegel y Sartre ISBN 987-9006-90-9
- 2005 - Un trabajo en San Roque y otros relatos ISBN 978-987-1180-24-0

## Suicidio
Correas se suicidó en Buenos Aires el 17 de diciembre de 2000. Sumido en una profunda depresión, se abrió las venas y luego se arrojó por la ventana de su departamento ubicado en la calle Pasteur al 42. Vivía en el sexto piso departamento “C”. Dicho departamento daba a un patio interno. Tenía 69 años. No dejó carta que explique sus motivos y sus diarios se han perdido. Al parecer estos últimos fueron tomados por amigos que llegaron al departamento una vez enterados del hecho.